# اليوم العالمي للقاح الإيدز

أعراض الإصابة بفيروس نقص المناعة البشرية

يتم الاحتفال باليوم العالمي للقاح الإيدز، المعروف أيضًا بيوم التوعية بلقاح فيروس نقص المناعة البشرية، سنويًا في 18 مايو. يحتفل دعاة لقاح فيروس نقص المناعة البشرية بهذا اليوم من خلال تعزيز الحاجة الملحة المستمرة إلى لقاح لمنع الإصابة بفيروس نقص المناعة البشرية والإيدز. هم يعترفون ويشكرون الآلاف من المتطوعين وأفراد المجتمع والعاملين في مجال الصحة والمؤيدين والعلماء الذين يعملون معًا لإيجاد لقاح آمن وفعال ضد الإيدز، ويحثون المجتمع الدولي على الاعتراف بأهمية الاستثمار في التقنيات الجديدة كعنصر أساسي في الاستجابة الشاملة لوباء فيروس نقص المناعة البشرية.
يعود مفهوم يوم لقاح الإيدز العالمي إلى خطاب التخرج الذي ألقاه الرئيس بيل كلينتون في جامعة مورجان في 18 مايو 1997. تحدى كلينتون العالم بوضع أهداف جديدة في العصر الناشئ للعلوم والتكنولوجيا وتطوير لقاح ضد الإيدز خلال العقد المقبل، قائلاً: "إن لقاحاً وقائياً وفعالاً حقاً ضد فيروس نقص المناعة البشرية فقط هو القادر على الحد من خطر الإيدز والقضاء عليه في نهاية المطاف".
تم الاحتفال باليوم العالمي الأول للقاح الإيدز في 18 مايو 1998، لإحياء ذكرى خطاب كلينتون، ولا يزال هذا التقليد مستمراً حتى اليوم. في كل عام، تقيم المجتمعات في جميع أنحاء العالم مجموعة متنوعة من الأنشطة في اليوم العالمي للقاح الإيدز بهدف زيادة الوعي بلقاحات الإيدز، وتثقيف المجتمعات حول الوقاية من فيروس نقص المناعة البشرية والبحث عن لقاح الإيدز ولفت الانتباه إلى الطرق التي يمكن بها للناس العاديين أن يكونوا جزءًا من الجهود الدولية لوقف الوباء.